# خواکین مونوز (بازیکن فوتبال، زاده ۱۹۹۹)
خواکین مونوز (انگلیسی: Joaquín Muñoz؛ زادهٔ ۱۰ مارس ۱۹۹۹) بازیکن فوتبال اهل اسپانیا است.
از باشگاه‌هایی که در آن بازی کرده‌است می‌توان به باشگاه فوتبال اتلتیکو مادرید اشاره کرد.